# Christoph Hansa
Christoph Hansa, früher: Christoph 50, ist der Funkrufname des vom ADAC betriebenen Hubschraubers, welcher im Rettungsdienst in Hamburg und für Patientenverlegungen genutzt wird. Ursprünglich ist Christoph Hansa ein Intensivtransporthubschrauber (ITH), der mittlerweile aber immer häufiger im Rahmen des Dual-Use-Verfahrens zu Rettungseinsätzen (rund 60 % der Alarmierungen) verwendet wird.

## Station, Einsatz und Besetzung
Der Hubschrauber ist am BG Klinikum Hamburg in Boberg stationiert. Er ist täglich von Sonnenaufgang bis Sonnenuntergang in Einsatzbereitschaft. Er wird von der integrierten Leitstelle Florian Hamburg zu Rettungseinsätzen mit Notarztindikation alarmiert, wenn ein Notarzteinsatzfahrzeug (NEF) nicht rechtzeitig zur Verfügung steht oder die Art der Verletzung den Transport eines Patienten mittels Hubschrauber erforderlich macht.
Offiziell gilt der Christoph Hansa als Intensivtransporthubschrauber, das heißt seine eigentliche Aufgabe ist die Verlegung von Patienten. Dabei war der Christoph Hansa in den Jahren 2002 und 2003 der meistgenutzte ITH Deutschlands. Mittlerweile wird er, aufgrund der gestiegenen Anzahl von Unfällen, auch in der Rettung eingesetzt und fliegt heute mehr Rettungs- als Verlegungsflüge.
Bei seinen Einsätzen ist der Christoph Hansa mit einem Piloten der ADAC Luftrettung, einem Notarzt und einem Rettungsassistenten des Berufsgenossenschaftlichen Unfallkrankenhauses Hamburg besetzt.  Die Rettungsassistenten gehören zur Hubschrauberbesatzung (HEMS Technical Crew Member) und unterstützen den Piloten im Bereich der Kommunikation und Navigation, während der Notarzt juristisch gesehen ein Passagier ist.

## Geschichte
Der Luftrettungsstandort am BG Klinikum Hamburg in Boberg wurde am 2. Februar 1990 in Betrieb genommen. Der Christoph Hansa war der erste „Ambulanzhubschrauber“ in Deutschland und wurde eingesetzt, um unter ärztlicher Begleitung Patientenverlegungen zu fliegen. Am Anfang wurde das Hubschraubermodell Bölkow Bo 105 eingesetzt. Am 10. Juli 1997 wurde bei Christoph Hansa ein Modellwechsel vollzogen, bis 2004 wurde dann eine MD 900 Explorer bzw. MD 902 Explorer II verwendet. Im April 2004 wurde die MD 900 Explorer bzw. MD 902 Explorer II durch eine moderne Eurocopter EC 135 ersetzt.
Christoph Hansa war am 10. September 2016 in einen Zwischenfall verwickelt, bei dem signifikanter Schaden an den Hauptrotorblättern entstanden ist. Personen sind nicht zu Schaden gekommen.
Seit dem 19. Februar 2022 wird an der Station eine Airbus Helicopters H145 D-2 eingesetzt. Mit dem Einsatz der H145 soll auf unbestimmte Zeit der einsatztaktische Wert dieses Hubschraubertyps im Dual-Use-Betrieb im urbanen Umfeld getestet werden. Seit September 2022 ist die H145 zusätzlich mit einer Rettungswinde und Notschwimmern ausgerüstet. Die Rettungswinde wird vorwiegend bei Einsätzen über Wasser oder im Hafengebiet eingesetzt.

## Einsatzstatistik
| Jahr     | 1990 | 1991 | 1992 | 1993 | 1994 | 1995 | 1996 | 1997 | 1998 | 1999 | 2000 | 2001 | 2002 | 2003 | 2004 | 2005 | 2006 | 2007 | 2008 | 2009 |
| Einsätze | 234  | 298  | 552  | 549  | 676  | 732  | 739  | 755  | 865  | 920  | 1207 | 1257 | 1267 | 1328 | 1268 | 1372 | 1506 | 1721 | 1799 | 1479 |

| Jahr     | 2010 | 2011 | 2012 | 2013 | 2014 | 2015 | 2016 | 2017 | 2018 | 2019 | 2020 | 2021 | 2022 |
| Einsätze | 1345 | 1410 | 1438 | 1233 | 1114 | 1277 | 1219 | 1413 | 1506 | 1581 | 1347 | 1454 | 1320 |

## Sonstiges
Der Name Christoph Hansa geht auf den heiligen Christophorus zurück, den Schutzpatron der Reisenden. Nach ihm tragen alle deutschen Rettungshubschrauber den BOS-Funk-Rufnamen Christoph, gefolgt von einer Nummer bei Rettungshubschraubern und einer Bezeichnung zum Standort bei Intensivtransporthubschraubern.